# Lapara
Lapara este un gen de molii din familia Sphingidae. 

## Specii
- Lapara bombycoides - Walker, 1856
- Lapara coniferarum - (JE Smith, 1797)
- Lapara halicarnie - Strecker, 1880
- Lapara phaeobrachycerous - Brou, 1994

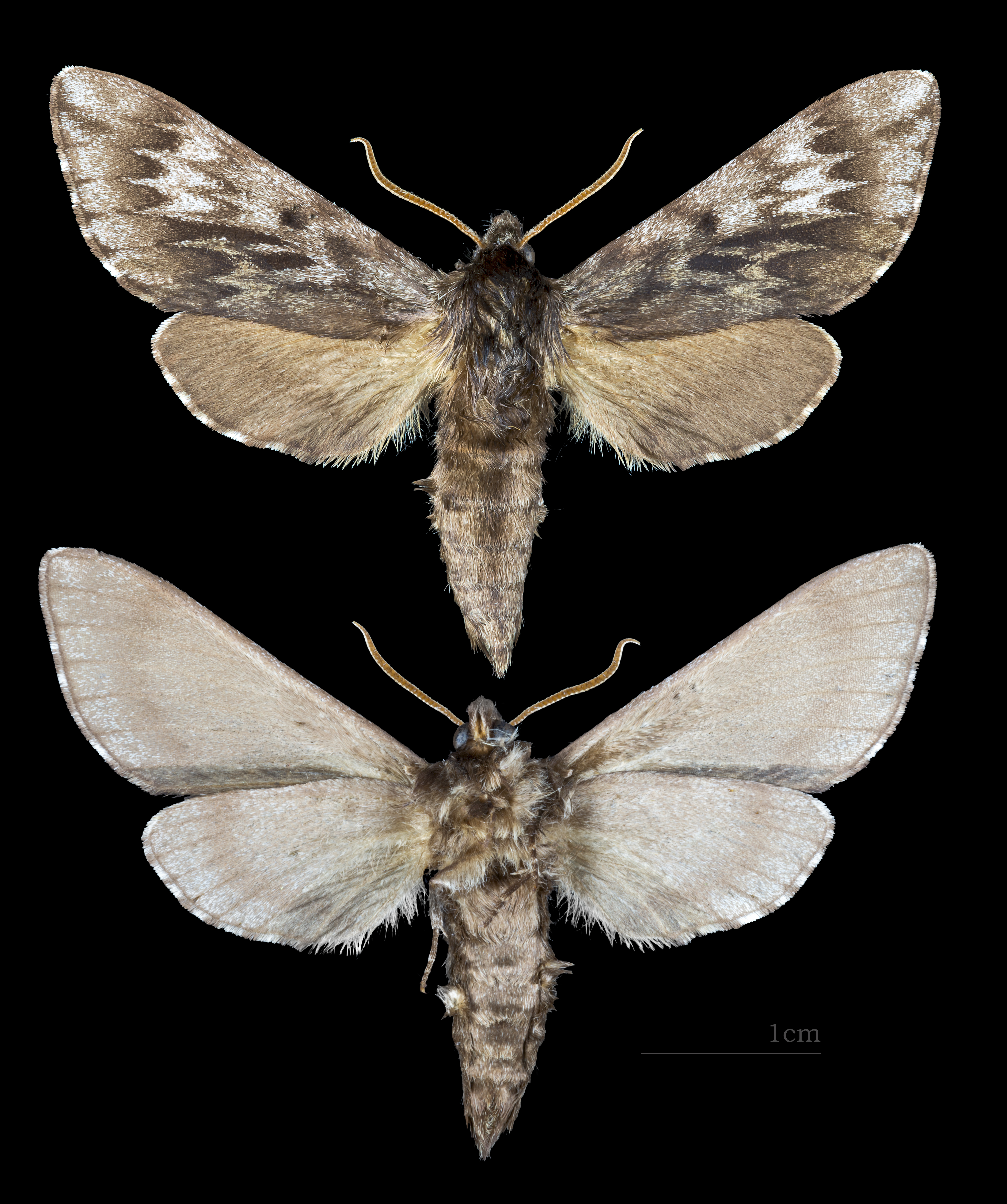
Lapara bombycoides
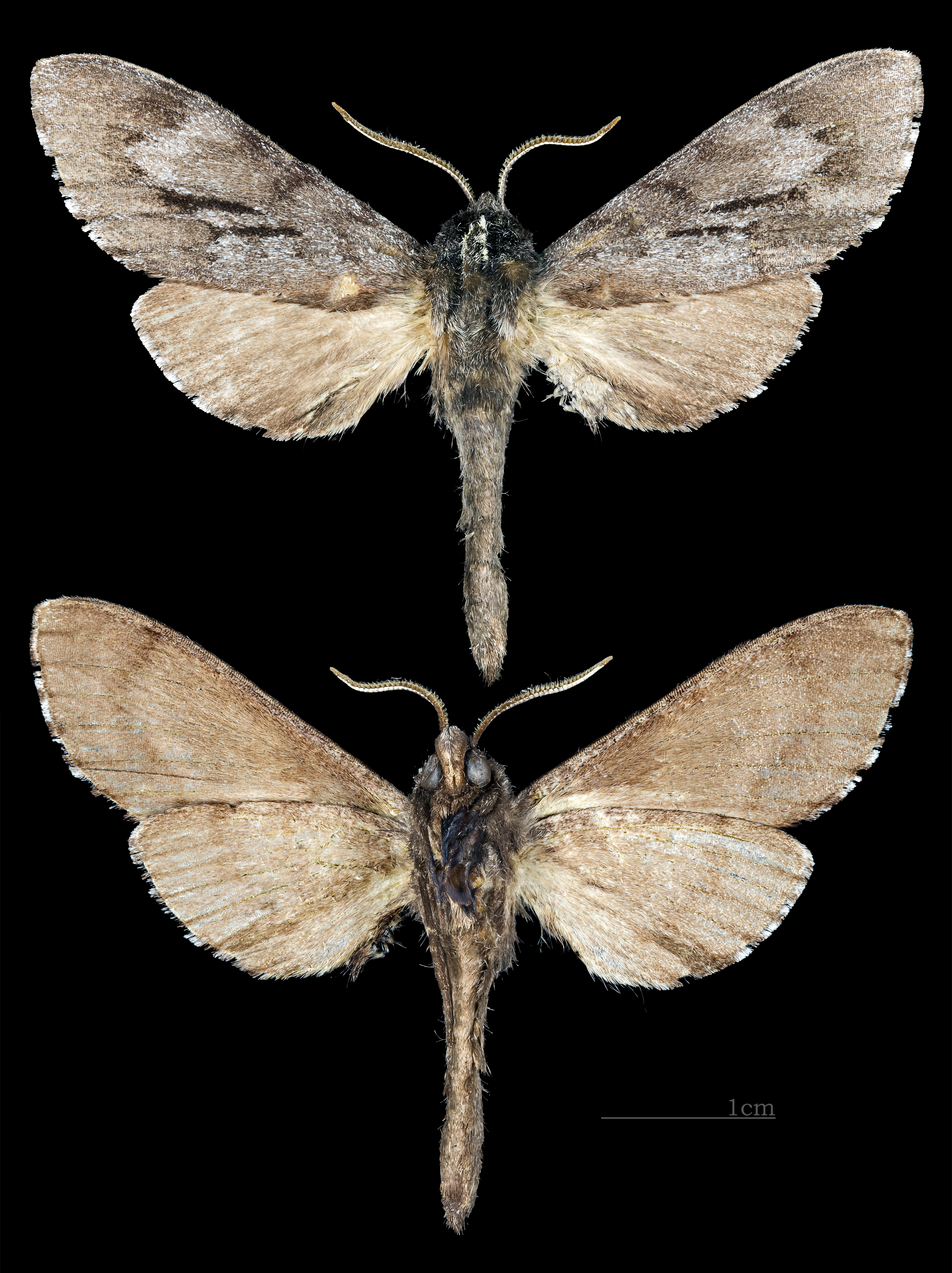
Lapara coniferarum